# Lacticaseibacillus paracasei
Lacticaseibacillus paracasei (comumente abreviado como Lc. paracasei) é uma espécie gram-positiva e homofermentativa de bactérias do ácido lático que são comumente usadas na fermentação de produtos lácteos e como culturas probióticas. Lc. paracasei é uma bactéria que opera por comensalismo. É comumente encontrado em muitos habitats humanos, como tratos intestinais e bocas humanas, bem como esgotos, silagens e produtos lácteos mencionados anteriormente. O nome inclui morfologia, uma bactéria em forma de bastonete (forma de bacilo) com largura de 2,0 a 4,0μm e comprimento de 0,8 a 1,0μm.
Cepas de L. paracasei foram isoladas de uma variedade de ambientes, incluindo produtos lácteos, plantas ou fermentações de plantas, e do trato gastrointestinal humano e animal. Um período prolongado de refrigeração antes do trânsito gastrointestinal in vitro (TGI) não afetou ou influenciou muito fracamente a resistência celular.
Lacticaseibacillus paracasei é genotipicamente e fenotipicamente intimamente relacionado com outros membros do grupo Lacticaseibacillus casei que também inclui Lacticaseibacillus casei, Lacticaseibacillus zeae e Lacticaseibacillus rhamnosus. No entanto, essas espécies são facilmente diferenciadas umas das outras por tipagem de sequência multilocus, filogenia do genoma central ou identidade nucleotídica média. Suas propriedades fermentativas permitem que ele seja usado como processadores biológicos de alimentos e suplementos para dietas e distúrbios médicos, especialmente no trato gastrointestinal.
Embora os probióticos sejam considerados seguros, eles podem causar interações bactérias-hospedeiro e consequências adversas para a saúde. Em certos casos existe o risco de bacteremia quando se utilizam probióticos. Atualmente, a cepa probiótica, frequência, dose e duração das terapias probióticas não estão estabelecidas.

## Fisiologia
Lacticaseibacillus paracasei é um microrganismo gram-positivo, homofermentativo, não formador de esporos. Como Lc. paracasei é homofermentativo, o ácido lático é produzido como o principal produto do metabolismo da hexose enquanto o lactato e o acetato são produzidos a partir das pentoses. As células de Lc. paracasei são tipicamente em forma de bastão, com uma faixa de tamanho de 2,0 μm a 4,0 μm de largura e 0,8 a 1,0 μm de comprimento. O organismo é imóvel. Lc. as células paracasei geralmente têm extremidades quadradas e podem existir em forma única ou em cadeias.
Lacticaseibacillus paracasei cresce otimamente em uma faixa de temperatura entre 10 e 37 °C. Nenhum crescimento ocorre acima de 40 °C. O organismo é capaz de sobreviver por aproximadamente 40 segundos em uma temperatura máxima de 72 °C. A capacidade de sobrevivência de Lc. paracasei foi notavelmente maior quando armazenado sob refrigeração (4 °C). Em contraste, a menor sobrevivência foi observada durante o armazenamento não refrigerado(22 °C)  O congelamento a -20 graus C e -70 graus C teve muito menos efeito adverso na viabilidade do que o armazenamento a 7 graus C.
Lacticaseibacillus paracasei existe temporariamente como um habitante comum do trato gastrointestinal humano como parte da microbiota normal. Legumes fermentados naturalmente, leite e carne também podem conter cepas de L. paracasei.

## Filogenia
Lacticaseibacillus paracasei pertence ao reino Bacteria. Lc. paracasei faz parte do filo Bacillota, da classe Bacilli, da ordem Lactobacillales e da família Lactobacillaceae, respectivamente. O argumento sobre a nomenclatura de L. paracasei versus L. casei foi intensamente debatido, pois muitas cepas de L. casei ou L. paracasei para as quais os dados de sequência estão disponíveis nos bancos de dados são rotuladas incorretamente. Em 1989, foi proposto que L. paracasei fosse designado uma subespécie ( paracasei ) para contabilizar as espécies com as quais compartilha homologia de DNA. Foi demonstrado que seus nomes têm sido usados de forma intercambiável na literatura científica. A homologia da sequência de RNA 16S confirmou a relação entre essas espécies mas a filogenia do genoma central confirmou que as espécies intimamente relacionadas Lc. casei, Lc. paracasei, Lc. rhamnosus e Lc. zeae são espécies separadas.
Historicamente, a diferença entre Lacticaseibacillus paracasei e outros lactobacilos foi baseada em características bioquímicas. Existe uma identidade de sequência de aproximadamente 90% entre casei, paracasei e rhamnosus. No entanto, existem alguns critérios diferenciais que são comumente usados para diferenciá-los. Esses critérios diferenciais incluem exigências nutricionais e ambiente de crescimento. L. paracasei foi encontrado para mostrar diferenças específicas com outros lactobacilos em que é um pouco resistente ao calor, cresce bem no queijo maturado e tem alta atividade proteolítica.

## Genômica
O genoma de Lacticaseibacillus paracasei contém DNA circular e varia ligeiramente entre as diferentes cepas isoladas. Em média, os genomas são de 2,9 a 3,0 milhões de pares de bases (comumente abreviado Mb). Tem um conteúdo de GC entre 46,2 e 46,6% e prevê-se que codifique cerca de 2800 a 3100 proteínas. A diferença nos genomas dessas cepas está nos envelopes celulares variantes, proteínas secretoras e polissacarídeos. Muitas das proteínas comumente codificadas são hidrolases de parede celular associadas à superfície celular que protegem a célula contra a apoptose. Essas enzimas demonstraram fornecer proteção celular às células epiteliais humanas.
A diversidade genética para os diferentes genomas de L. paracasei foi avaliada usando tipagem de sequência multilocus (MLST) e polimorfismo de comprimento de fragmento amplificado (AFLP). MLST é uma técnica utilizada para classificar micróbios pelo uso de fragmentos de DNA de genes essenciais do organismo. AFLP é uma ferramenta de Reação em Cadeia da Polimerase (PCR) usada no perfil de DNA para amplificar um fragmento de DNA desejado com o uso de enzimas de restrição e ligantes.

## Aplicações clínicas e de pesquisa
Lacticaseibacillus paracasei foi identificado como uma bactéria que possui propriedades probióticas. L. paracasei IMPC2.1 pode ser um quimioprofilático em células gastrointestinais. As células gastrointestinais são suscetíveis à apoptose e ao crescimento celular de ambas as cepas IMPC2.1 mortas pelo calor e viáveis. Lc. paracasei 8700:2 foi isolado de mucosa gastrointestinal humana saudável e fezes humanas. A cepa 8700:2 também inibe Salmonella enterica e Helicobacter pylori, dois patógenos comumente encontrados no trato gastrointestinal. A cepa 8700:2 decompõe a oligofrutose e a inulina, enquanto também cresce rapidamente em ambas e produz ácido lático como produto final.
Uma formulação de bactérias vivas incluindo Lc. paracasei pode ser usado em combinação com terapias convencionais para tratar a colite ulcerativa. Uma revisão sistemática forneceu evidências significativas de efeitos clínicos e imunológicos benéficos de Lc. paracasei LP-33 no tratamento da rinite alérgica.
O ácido lipoteicóico da parede celular de um Lacticaseibacillus paracasei D3-5 morto pelo calor melhora o intestino permeável relacionado ao envelhecimento, a inflamação e melhora as funções físicas e cognitivas em camundongos.
A ingestão de leite fermentado fortificado com LP-33 (Lactobacillus paracasei 33) por 30 dias pode melhorar de forma eficaz e segura a qualidade de vida de pacientes com rinite alérgica, podendo servir como tratamento alternativo para a rinite alérgica.
Lacticaseibacillus paracasei BRAP01 são as cepas dominantes que induzem a produção de IFN-γ/IL-10 em indivíduos taiwaneses.
Lacticaseibacillus paracasei HB89 atenua as alergias do trato respiratório estimuladas pelo PM 2.5.

## Preocupações com a saúde
A manipulação da microbiota intestinal é complexa e pode causar interações bactérias-hospedeiro. Embora os probióticos sejam considerados seguros, quando utilizados por via oral existe o risco de passagem de bactérias viáveis do trato gastrointestinal para os órgãos internos (translocação bacteriana) e posterior bacteremia, o que pode causar consequências adversas à saúde. Algumas pessoas, como aquelas com comprometimento imunológico, síndrome do intestino curto, cateteres venosos centrais, doença valvar cardíaca e bebês prematuros, podem ter maior risco de eventos adversos.
Atualmente, a cepa probiótica, a frequência, a dose e a duração da terapia probiótica não estão estabelecidas. Bactérias vivas podem não ser essenciais porque os efeitos benéficos dos probióticos parecem ser mediados por seu DNA e por fatores solúveis secretados, e seus efeitos terapêuticos podem ser obtidos por administração sistêmica ao invés de administração oral.

## História
LAB (Lactic Acid Bacteria) foram classificadas e agrupadas no início de 1900 depois de ganhar a atenção dos cientistas após observar as interações das bactérias em diferentes alimentos, especialmente produtos lácteos. Em 1991, Martinus Beijerinck, um microbiologista holandês, separou Lactobacillus como bactérias gram-positivas do grupo LAB anteriormente conhecido. L. paracasei foi recentemente classificado como parte do grupo de probióticos Lacticaseibacillus casei. O nome Lc. paracasei foi proposto para rejeição em 1996 por Dicks, Duplessis, Dellaglio e Lauer, mas trabalhos posteriores confirmaram a validade da espécie.